# Tiegelventil
Als Tiegelventil beschreibt man eine Punktionsnadel, welche mit einem Rückschlagventil verbunden ist. Es findet in der notfallmedizinischen Therapie des lebensbedrohlichen Spannungspneumothorax Anwendung.
Die Anlage erfolgt meist durch Punktion in der typischen Position einer Monaldi-Drainage. 
Im engeren Sinne versteht man unter einem Tiegelventil die vom deutschen Chirurgen Max Tiegel (1877–1952) beschriebene provisorische Verwendung einer Punktionsnadel mit einem aufgesetzten geschlitzten Fingerling. Obwohl ähnliche Provisorien noch heute Anwendung finden, steht vor allem im Rettungsdienst eine Reihe vorgefertigter Tiegelventile zur Verfügung.